# 微策略
微策略（英語：MicroStrategy Incorporated）是一家美國的開發公司，提供商業智慧（BI）、移動軟體和雲端服務。
該公司於1989年由邁克爾·J·塞勒、桑朱·班薩爾和托馬斯·斯帕爾（Thomas Spahr）創立，專門開發用於分析內部和外部數據的軟體，協助進行商業決策以及開發移動應用程式。公司總部位於泰森斯，屬於華盛頓都會區的一部分。 賽勒為執行主席，自1989年至2022年擔任CEO。
該公司因為持有巨量的比特幣而被認為是與比特幣掛鉤的概念股。

## 外部連結
- 官方网站